# Xu (Cheng)
Carica Xu (許皇后) (osobno ime nepoznato) (? - 8. pr. Kr.) bila je kineska carica iz dinastije Han, poznata kao supruga cara Chenga. Njen muž ju je ispočetka volio, ali je s vremenom izgubila naklonost, prije svega zbog spletki buduće nasljednice Zhao Feiyan, koja je zavela Chenga i nagovorila da joj oduzme titulu carice.  Nakon toga je pokušala vratiti čast i dostojanstvo preko zavjere protiv cara koju je skovala s Chengovim rođakom Chunyu Zhangom (淳于長). Ta je zavjera, međutim, razotkrivena, a Xu prisiljena izvršiti samoubojstvo.